# 석동초등학교
석동초등학교(石洞初等學校)는 대한민국 경상남도 창원시에 있는 공립 초등학교이다.

## 연혁
- A2003년 9월 1일 : 개교
- 2023년 3월 2일 : 석동초 개학